# シャアの日常
『シャアの日常』（シャアのにちじょう）は、本田雅也（脚本）、南北（作画）による日本の漫画。アニメ「ガンダムシリーズ」の登場人物であるシャア・アズナブルをメインにしたギャグ漫画で、角川書店の雑誌『ガンダムエース』にて連載された。単行本は2017年1月現在30万部を突破している。
作中には機動戦士ガンダムでの見覚えある人々が現れたり、シャアの台詞のオマージュなど、原作ガンダムのパロディが見られる。

## あらすじ
一際赤く輝く流星が目撃された翌日のある日、突然日本のアパートの一室に現れた1人の男。記憶喪失になっており自分が何者なのかわからない中、現代社会での生活を余儀なくされ、日々模索する様をコミカルに描く。

## 登場人物
西（にし）
ある日突然1K風呂なしのアパートの一室(203号室)にて目覚めたシャア・アズナブルに似た容姿の青年。記憶を失っており、自分が何者でなぜここにいるのかさえ思い出せない。たまたま手元にあった麻雀牌型の判子『西（しゃあ）』から、西と名乗っている。風呂の知識は無かったがそれ以外の日常に関わる知識は一応残っているらしい。自分でもわからないほど赤色や3倍が好き。
衣類は下着とジオンの軍服とマスク、ヘルメットしかないため、外出時もその格好で出向く。初めは訝しまれていたが、持ち前のルックスと記憶喪失という境遇、生真面目な態度から徐々にご近所や商店街の人々と打ち解けていく。そのつてで商店街の仕事を手伝いながら日々の糧を得ている。
記憶を取り戻すために日々奔走し、聞き覚えのあるキーワードを度々耳にしながら、あと少しのところで思い出せずにいる。妹と同様に若干天然の気があり、よくうっかりな失敗をする。
ザク
西が目を覚ましたとき、ベランダで行き倒れかけていた子猫。元々飼っていたのか偶々そこにいたかは不明。四肢と尾の先が黒いシャムタイプで目の周りの黒模様がザクのアイカメラを髣髴とさせる。「ネコヒ○シ」、「源さん」と名づけられそうになるがネコが嫌がり、トイレの砂を執拗にざくざくと掘ることから『ザク』と名づけられた。当猫もこの名前を気に入っている。小さい体ながら戦闘力は高く、大柄のネコ、大の男もぶっ飛ばす。得意技は素早さを活かした高速タックル。
西にとても懐いており、普段は戸棚の上で昼寝している。風呂嫌い。
せいら
西を「お兄様」と呼び慕い、妹を名乗る女性。同じ格好をすると別人でも兄と見間違うほどの超ど天然であり、西との会話が噛み合わず、記憶に関わる情報を一向に聞き出せないでいる。正体が不明であるため、はじめこそ西は追い出そうとするも情に絆され結局一緒に暮らしている。
凄まじい怪力の持ち主であり、大の男数人を軽々と倒し、兄に甘えて抱きつこうものなら上半身を粉砕する。医療の心得があるほか、落下物の中を自然に通過できる強運も持っている。家事もそれなりだが、前述のとおり天然であるが故、よく失敗する。ブラコンで兄と親しい牙流馬を毛嫌いしている。乱馬組の先代一人娘と思われたが、赤の他人。

### 座日（ざび）寺の人々
デギン和尚
座日寺住職。アメリカンバイクを乗りこなす、大柄でサングラスをした厳ついなりをした住職。その容姿は「デギン・ザビ」に似ている。山で厳しい修行の末怒りの感情をすべて捨て去ったとされており、そんな見た目とは裏腹にとても温厚。西兄妹の奇抜な行動も寛大に許してくれる。しかし頭髪に関わるキーワードを聞くと、たとえ脈絡がなく、全く違う単語でも冷静さを失い大暴れをする。寺にある国宝級の仏像に手を出そうとする賊をはじめ、悪さをする者には息子といえど容赦しない。
怒りがマックスに達すると人の姿を捨て去り、地獄の閻魔モードになる。こうなると手が付けられず、あらゆるものを吹き飛ばすブレスで寺を全壊させた、「火の七日間」と呼ばれる惨劇を過去に引き起こした。割と沸点は低いが、それ以外は尊敬できる人格者。ひそかにアイドルグループ「ナン my Da」の追っかけをしており、その激しい応援スタイルのためしょっちゅう出禁をくらうことからファンの間で「グレート出禁」と称され一目置かれている。
牙流馬（がるま）
デギン和尚の息子で、「ガルマ・ザビ」に似た容姿の青年。学生であるらしいのだが車の免許を持っている。上の兄姉が何人かいるらしい。剣の腕が立ち、武士の心得を重んじる生真面目な性格で、年が近いこともあり西と友情を育む。しかし一度の敗北で自害しようとしたり、蚊を殺生したことで責任を取って腹を切ろうとするなど、父親同様極端で面倒くさい性格をしている。木工彫刻の腕には自信があると豪語するが、ドヘタ。しかしお菓子つくりの才はある。
土鶴（どづる）
教師をしている、肩にスパイクを装備した大柄ロン毛の強面な男。その容姿は「ドズル・ザビ」に似ている。デギン和尚の息子で明言されていないが、牙流馬の兄の一人と思われる。見た目に反して根は純情で、同僚の瀬奈（ぜな）先生に片思い中。ドラマ「3年B組金八先生」の大ファンで武田鉄矢を人生の師と仰いでいる。
鬼子利阿（きしりあ）「キシリア・ザビ」に似た妙齢の女性。牙流馬の姉で父と同じく宗教家。しかしデギン和尚との宗教観の違いから長らく絶縁状態にあるが、その実「討×（『ばつ』と読む）ファンタジー」という8ビットゲーム機時代のRPGを模した架空のゲームにのめりこんでしまった人物。（牙流馬は「その中のキャラクターにのめり込むあまり、独自の宗教を始めてしまったコスプレ僧侶なのだ！」（第37話より引用）と説明している。）そのため、現実世界にあるものをファンタジーRPGの単語に置き換えて思考・説明する傾向が強い。（例：「公共職業安定所（ハローワーク）」を「転職の宮殿」に置き換える。）

### 乱馬組の人々
乱馬（らんば）
乱馬組の若頭。「ランバ・ラル」に酷似した偉丈夫。部下が受けるべき責を自分が受ける奇癖を持つ。組が存続の危機にあり、立て直しのために、先代の一人娘を探しているが、西から変質者と思われている。
破門（はもん）
乱馬の妻。その凶暴さからいくつもの組を破門されたという逸話から「破門の紅麗（くらうれ）」と呼ばれ、彼女が歩いた後は草一本生えないという。ド近眼で、盛大な見間違いやうっかりをすることで周囲を巻き込んでしてしまうことが多い。
グフ
乱馬組のネコ。左目に傷がある大柄な体躯の猫。
クランプ
乱馬の舎弟の一人。

### その他
大家
西たちが住むアパートの大家の女性。大家として厳しいところがあるがザクの飼育を許してくれるなど寛容な人物。
赤鼻
クリスマスの日に西から盗みを働いた赤い鼻が特徴のコソ泥。嘘の話で西の同情を誘い、騙そうとしたが結局は捕まり手痛いお仕置きを受ける。以降、泥棒から足を洗い、西をアニキと呼び慕っている。

## 書誌情報
- 本田雅也（脚本） / 南北（作画） 『シャアの日常』 角川書店→KADOKAWA〈角川コミックス・エース〉、全8巻
  1. 2013年8月22日発売[3]、ISBN 978-4-04-120824-3
  2. 2014年6月26日発売[4]、ISBN 978-4-04-101736-4
  3. 2015年3月26日発売[5]、ISBN 978-4-04-102868-1
  4. 2016年3月26日発売[6]、ISBN 978-4-04-104097-3
  5. 2017年1月26日発売[7]、ISBN 978-4-04-105235-8
  6. 2018年1月25日発売[8]、ISBN 978-4-04-106297-5
  7. 2019年4月26日発売[9]、ISBN 978-4-04-108225-6
  8. 2021年3月26日発売[10]、ISBN 978-4-04-111180-2